# Gerardo Martínez Pérez
Gerardo Martínez Pérez, más conocido por El Señor Tomás, (Tudela, 29 de julio de 1928 - Pamplona, 30 de diciembre de 1987) fue un humorista tudelano conocido a partir de 1969, cuando intervino en un festival organizado por las peñas de Tudela. Su primera intervención pública se produjo en el velódromo de Anoeta (San Sebastián), donde le pusieron el nombre artístico de el "Señor Tomás".
Su humor, basado en el habla característica de la ribera de Navarra, se dio a conocer durante la década de 1980 a nivel nacional, a través de emisoras de radio y TV.
Casado con Charo Miranda con la cual tuvo tres hijos,[cita requerida] falleció el 30 de diciembre de 1987 a los 59 años de edad, a causa de un accidente de automóvil.
Obtuvo varios reconocimientos a su trayectoria profesional como cómico.

## Homenajes póstumos
- En el año 1988 le dieron a la familia, una placa conmemorativa en el campeonato de coctelería de Santander; [cita requerida]
- Ese mismo año,  se le dio una placa a la familia en la Vuelta ciclista a España.[cita requerida]
- En 1990 la vuelta ciclista salió desde Tudela y su mujer corto la cinta de salida. [cita requerida]
- “La orden del volatín de Tudela” le concedió una placa póstuma en la calle en la que vivía, “Barrio Verde nº14”, donde puede leerse: [cita requerida]

```
“Al Señor Tomás que con su humor ensalzó nuestra Ribera.“
```

- En el año 2005, la peña Ciudad Deportiva, lo nombró Tudelano popular, título que recogió su mujer Charo Miranda.[cita requerida]
- Todos los años en fiestas de Tudela, una peña de la localidad "Andatu" rinde homenaje con un concurso de chistes que lleva su nombre.[cita requerida]